# Anthodioctes claudii
Anthodioctes claudii är en biart som beskrevs av Urban 1999. Anthodioctes claudii ingår i släktet Anthodioctes och familjen buksamlarbin. Inga underarter finns listade i Catalogue of Life.